# Paraguaçu Paulista
Paraguaçu Paulista ist eine Stadt im brasilianischen Bundesstaat São Paulo. 2022 lebten in Paraguaçu Paulista nach offizieller Schätzung 41.120 Menschen auf 1.001 km².

## Geographie

### Distrikte
Die Gemeinde ist in Distrikte unterteilt:
- Paraguaçu Paulista – Hauptdistrikt
- Conceição de Monte Alegre
- Roseta
- Sapezal

## Geschichte
Die Gemeinde wurde 1924 durch Landesgesetz gegründet.

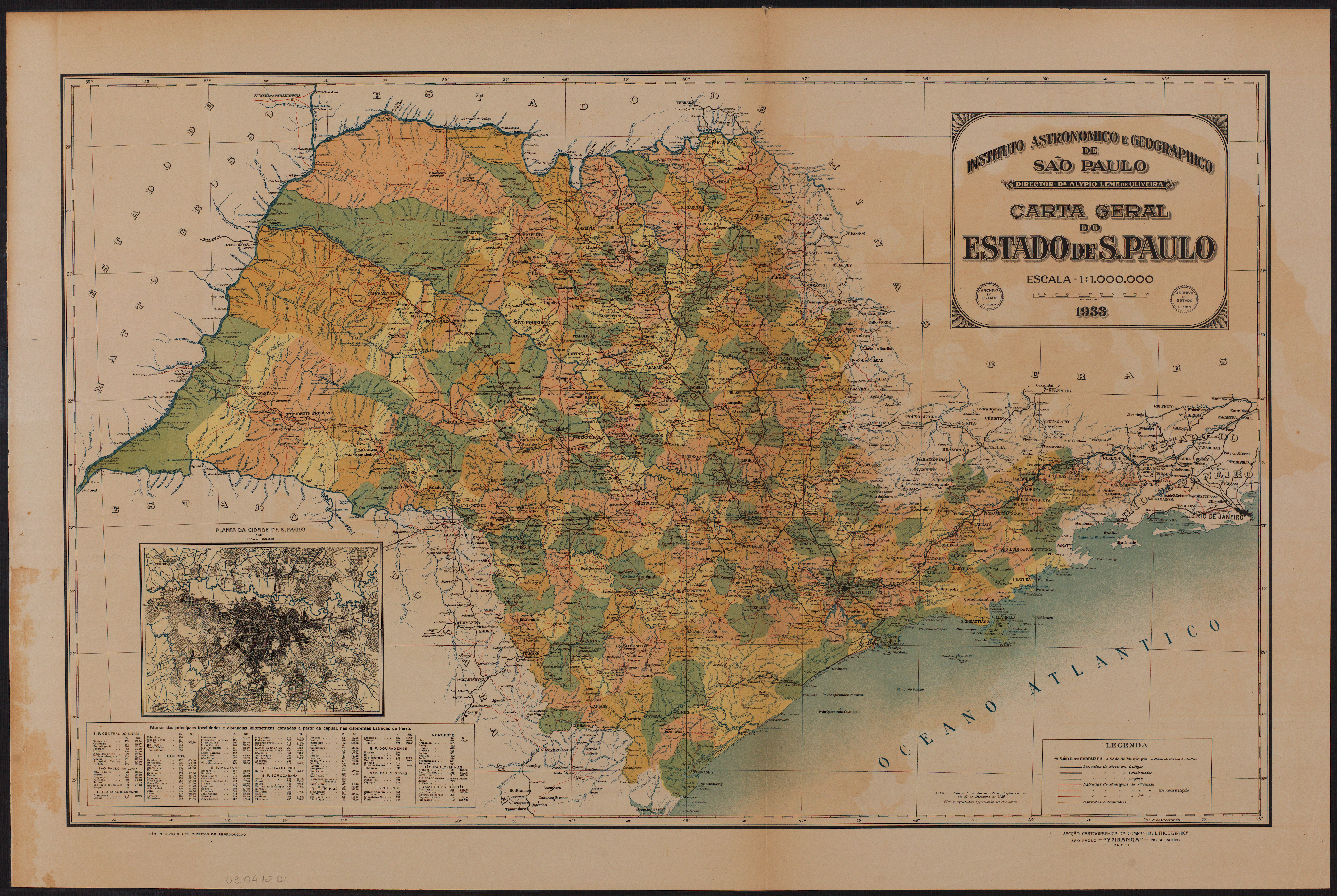
Karte des Bundesstaates São Paulo (1933).

## Bevölkerung
| Bevölkerungsentwicklung | Bevölkerungsentwicklung |
| Jahr                    | Bevölkerung             |
| ----------------------- | ----------------------- |
| 1940                    | 24.358                  |
| 1950                    | 24.543                  |
| 1960                    | 24.078                  |
| 1970                    | 21.892                  |
| 1980                    | 23.596                  |
| 1991                    | 33.840                  |
| 2000                    | 39.618                  |
| 2010                    | 42.278                  |
| 2022                    | 41.120                  |
| [ 4 ] [ 5 ] [ 6 ]       |                         |

## Religion
Das Christentum ist in der Stadt wie folgt vertreten:

### Römisch-katholische Kirche
Die römisch-katholische Gemeinde ist Teil des Bistums Assis.

### Protestantische Kirche
In der Stadt gibt es die unterschiedlichsten evangelischen Glaubensrichtungen, hauptsächlich Pfingstler, darunter die brasilianischen Assemblies of God, die Christliche Kongregationalistische Kirche in Brasilien, und andere.